# جيسي جيمس دوبري
جيسي جيمس دوبري (بالإنجليزية: Jesse James Dupree)‏ هو عازف قيثارة وموسيقي أمريكي، ولد في 22 سبتمبر 1962.

## وصلات خارجية
- جيسي جيمس دوبري على موقع ميوزك برينز (الإنجليزية)
- جيسي جيمس دوبري على موقع ديسكوغز (الإنجليزية)